# 二异丙醇胺
二异丙醇胺（英語：Diisopropanolamine，或称为2,2'-二羟基二丙胺，缩写DIPA）是一种化学式为C6H15NO2的有机化合物，常作为化学合成的中间体。

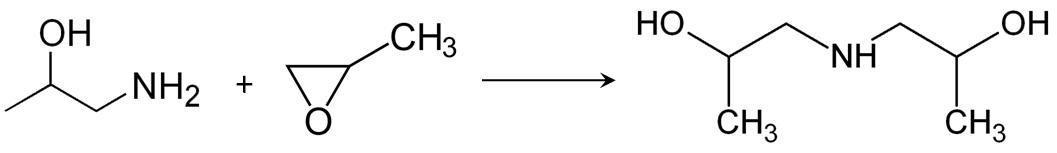
由异丙醇胺与环氧丙烷来合成二异丙醇胺

二异丙醇胺可由异丙醇胺与环氧丙烷制备